# Friedrich-August Schack
Pour les articles homonymes, voir Schack.
Friedrich-August Schack (né le 27 mars 1892 à Schmiedeberg (maintenant Kowary) et mort le 24 juillet 1968 à Goslar) est un General der Infanterie allemand qui a servi au sein de la Heer dans la Wehrmacht pendant la Seconde Guerre mondiale.
Il a été décoré de la croix de chevalier de la croix de fer avec feuilles de chêne. La croix de chevalier de la croix de fer et son grade supérieur, les feuilles de chêne, sont attribués pour récompenser un acte d'une extrême bravoure sur le champ de bataille ou un commandement militaire accompli avec succès.

## Biographie

### Première Guerre mondiale
C’est à l’âge de 22 ans qu’il s’engage le 6 août 1914 dans l’armée au 1er régiment de hussards. Après sa formation, en septembre 1915, il est nommé sous-lieutenant (lieutenant) à titre temporaire au 175e régiment d'infanterie, unité dans laquelle il participe à la Grande guerre. Le 3 avril 1918, il est confirmé dans son grade et versé au 6e régiment de grenadiers. Il obtient la croix de fer de 1re et 2e classe et la croix d’honneur des combattants 14-18, il est nommé chevalier dans l’ordre du Mérite militaire bulgare.

### Entre-deux-guerres
Poursuivant sa carrière militaire, il est nommé lieutenant (Oberleutnant) le 1er avril 1923 et Capitaine (Hauptmann) cinq ans plus tard. En octobre 1937, il est promu au grade de Lieutenant-colonel (Oberstleutnant) et il obtient le commandement du 15e Bataillon de mitrailleuses.

### Seconde Guerre mondiale
À partir du 18 janvier 1940, il commande le 392e Régiment d’infanterie de la 169e Division d’infanterie. Il est nommé, le 1er octobre 1940, Colonel (Oberst). Le 1er juillet 1941, le commandement du XXXVIe Corps d'Armée, commandé par le général de cavalerie Hans Feige, confie à la 169e Division du général de division Kurt Dittmar et à la division SS-Nord (6.SS Gebirgsjäger-Division 'Nord') du général de Corps d’armée SS Karl-Maria Demelhuber la réalisation de l’opération Polarfuchs, dans le cadre de l'opération Silberfuchs, consistant à attaquer la Russie à partir de la Finlande pour couper la ligne de chemin de fer de Mourmansk à Kandalakcha. Schack y gagne le grade de chevalier de la croix de fer le 24 juillet. Cette opération n'est pas un vrai succès, en partie du fait des difficultés d'approvisionnement du front, les troupes allemandes se révélant inférieures aux troupes russes dans les conditions climatiques du nord Europe. Après la prise de Salla et Aalakurtti, les troupes allemandes sont stoppées à la mi-septembre le long de la rivière Verman à 30 km de leur objectif. Sous le commandement du général Hermann Tittel, la 169e Division entame une longue guerre de position.
Schack est alors nommé, le 1er octobre 1942, commandant de l'école de guerre de Potsdam jusqu'au 29 mars 1943.
Le 7 mai 1943, il prend le commandement de la 216e Division d'infanterie sur le front est. Il obtient le grade de Général de Division (Generalmajor) le 1er juillet 1943. Il quitte son unité le 15 décembre 1943 pour créer en Belgique la 272e Division d'infanterie avec le 1er janvier 1944, le grade de Général de Corps d'Armée (Generalleutnant). À la suite du débarquement de Normandie, son unité est envoyée sur le front ouest où elle combat dans la région de Caen. Dans la débâcle de Normandie, après avoir pratiquement perdu sa division, Schack devient commandant du LXXXIe Corps d'Armée du 4 septembre au 21 septembre 1944 et du LXXXVe Corps d'Armée du 10 novembre au 16 décembre 1944.
À partir du 26 mars 1945, il est commandant avec, à partir du 20 avril 1945, le grade de Général d'Armée (General), du XXXIIe Corps d'Armée qui se bat dans la poche de la Ruhr où il est fait prisonnier fin avril 1945 pour être libéré le 30 septembre 1947 sans charge retenue à son encontre.

## Décorations
- Croix de fer (1914)
  - 2e classe  (22 mars 1916)
  - 1re casse (29 mars 1918)
- Insigne des blessés (1914)
  - en noir
- Croix d'honneur
- Médaille des Sudètes
- Agrafe de la croix de fer (1939)
  - 2e classe (10 octobre 1939)
  - 1re classe (25 juin 1940)
- Médaille du Front de l'Est
- Croix de chevalier de la croix de fer avec feuilles de chêne
  - Croix de chevalier le 24 juillet 1941 en tant que Oberst et commandant du Infanterie-Regiment 392
  - 597e feuilles de chêne le 21 septembre 1944 en tant que Generalleutnant et commandant de la 272.Infanterie-Division
- Mentionné 2 fois dans le bulletin radiophonique quotidien Wehrmachtbericht (4 et 27 août 1944)